# Premio de Economía de Castilla y León Infanta Cristina
El Premio de Economía de Castilla y León Infanta Cristina fue un reconocimiento a la dedicación al estudio y a la labor investigadora de personas e instituciones españolas que reunían suficientes méritos en la búsqueda de soluciones a los problemas que se plantean en el campo de la economía. Fue instituido en 1995, patrocinado por la Federación de Cajas de Ahorro de Castilla y León. Nombrado en honor a Cristina de Borbón, que asistía y entregaba el premio. Su dotación económica era de 24 000 euros.
Existía también la beca de Economía de Castilla y León Infanta Cristina que tenía por objeto ofrecer a jóvenes de la comunidad autónoma la oportunidad de ampliar estudios de postgrado o realizar un proyecto de investigación en una Universidad o en un Centro de Investigación de reconocido prestigio internacional, en el ámbito de la ciencia económica, la gestión empresarial o la Administración Pública. 
Fue convocado por última vez en 2010 debido al estallido del caso Nóos, protagonizado por su marido, Iñaki Urdangarín.

## Galardonados
La lista de galardonados es la siguiente:
- 1995 - Enrique Fuentes Quintana
- 1996 - Fundación Fondo para la Investigación Económica y Social
- 1997 - Juan Velarde
- 1998 - Servicio de Estudios del Banco de España
- 1999 - Álvaro Cuervo
- 2000 - Instituto de Estudios Económicos
- 2001 - Luis Ángel Rojo
- 2002 - Fundación Duques de Soria
- 2003 - Rafael Termes Carreró
- 2004 - Consejo Regional de Cámaras de Comercio de Castilla y León
- 2005 - Antonio Pulido
- 2006 - Instituto de Estudios Fiscales
- 2007 - Manuel Varela Parache
- 2008 - Fundación de Estudios de Economía Aplicada (FEDEA)
- 2009 - Manuel Jesús Lagares Calvo
- 2010 - Círculo de Empresarios[3]